# Гасенко Олексій Павлович
Гасенко Олексій Павлович (4 жовтня 1938 року в с. Покровському на Дніпропетровщині — 10 квітня 2023) — учитель, поет, композитор.

## Біографія
Олексій Гасенко народився 4 жовтня 1938 року в с. Покровському Дніпропетровської області. Батьки його — Павло Євдокимович та Ірина Василівна працювали в колгоспі. Тато грав на музичних інструментах. Мама гарно співала, знала безліч історій, приказок. Це сприяло потягу хлопця до слова і пісні. Вірші почав писати ще навчаючись у Покровській середній школі ім. М.Горького. Друкувався в газеті «Зірка», «Юний ленінець» але не знайшов підтримки серед тодішніх критиків. Поет Олександр Тараненко в передмові до першої збірки О. Гасенка написав:
|  | Аби один з моїх колег-журналістів кілька десятиліть тому побачив у перших поетичних спробах юного Олексія Гасенка зерно поезії, ми з вами мали б уже зрілого поета з десятками книжок. На жаль, часто так буває, що, зазнавши нищівної критики, юні таланти кидають перо і обирають собі інший шлях. |

Олексій рано опанував гру на музичних інструментах та музичну грамоту, що в подальшому стало його професією.
Після закінчення десятирічки почав працювати вчителем музики і співів у рідній школі. Під час служби в армії продовжував займатись музикою.
В 1975 році закінчив Дніпропетровське культурно освітнє училище за спеціальністю хормейстер. В 1982 році — Запорізький педагогічний інститут за спеціальністю вчитель музики.
Працював вчителем музики в НВК «Покровський ліцей». Мав звання «вчитель-методист».

## Музика
З 1984 року Гасенко О. П. є незмінним керівником хору ветеранів війни, праці та Збройних сил України. З 1994 року хор носить почесне звання «народний аматорський колектив». Колектив неодноразово виходив переможцем районних та обласних фестивалів. У репертуарі хору багато пісень написано самим керівником хору.
Гасенко О. П. пише музику на власні вірші та слова інших авторів. Його пісні «Дівоча весняна», «Чорнобривці», «Покровська родина», «Покровське моє степове» та багато інших виконують місцеві співаки та аматорські колективи. Окремі пісні для дітей «До школи час», «Осінь» друкувалися в журналі «Початкова школа».

## Літературна діяльність

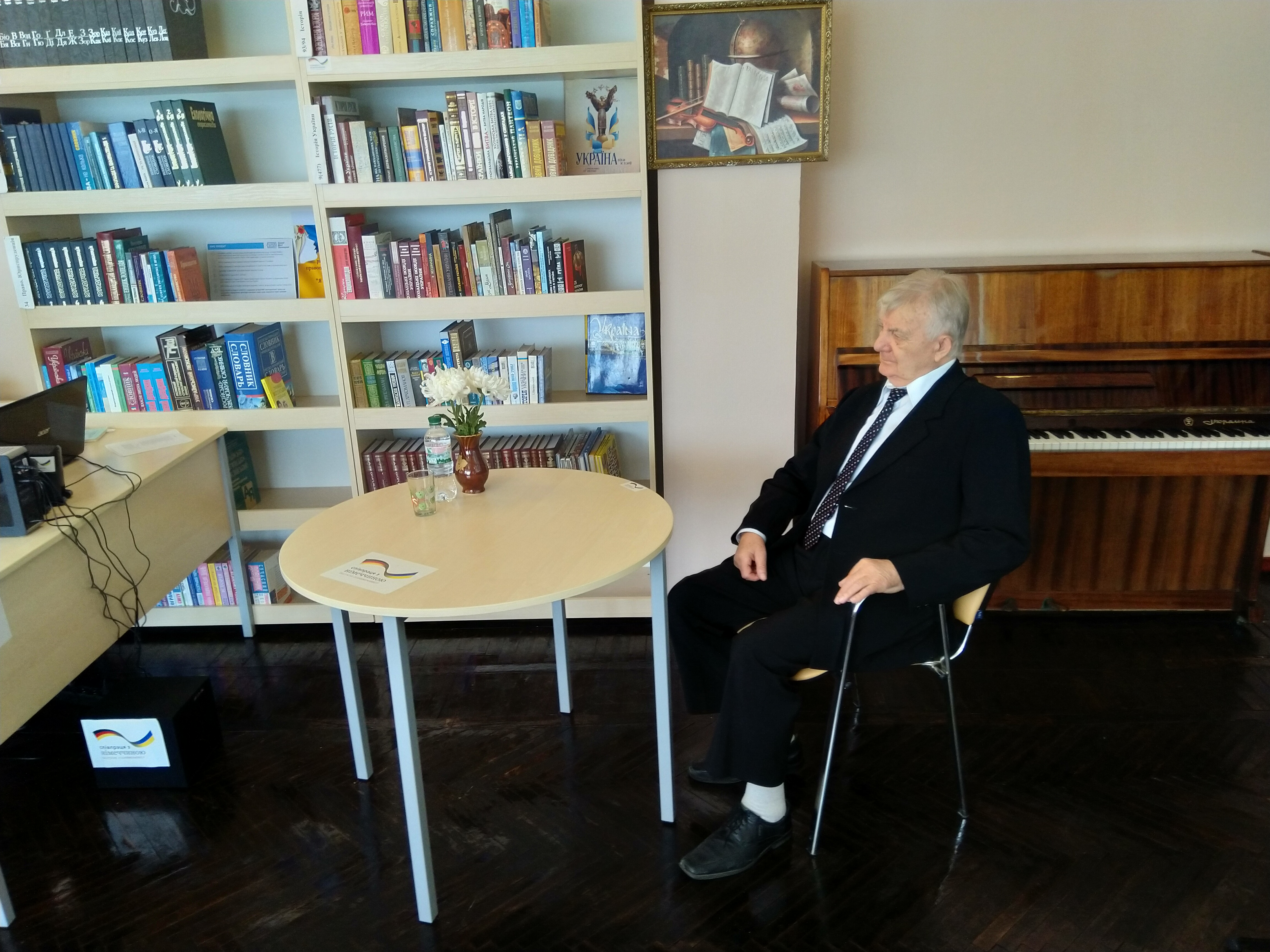
80-річчя в КЗК «Покровська бібліотека»

Олексій Гасенко почав писати вірші ще в дитячі роки. З часом він почав друкуватися в місцевій та республіканській пресі . Зокрема газетах «Покровський край», «Зоря», «Позиція», «Джерело», журналах «Бористен», «Початкова школа».
Сьогодні його вірші звучать зі сцени, вивчаються в Покровських школах в програмі предмету «Рідний край», друкуються в методичних посібниках.
Перша збірка поезій вийшла в 1997 році та отримала високі оцінки серед читачів та журналістів.
Світ поета — це степовий простір з запахом духмяних трав та чистих джерел, працьовиті, мудрі, красиві душею люди. Багато віршів присвячені школі та праці вчителя. Твори відрізняються щирістю та пісенністю.
Друга збірка «Покровський краю — степова перлина», присвячена 75-й річниці Покровського району, вийшла в 1998 році і містить твори про рідний край, його славну історію, трударів — покровчан. Вірші Олексія Гасенка наповнені музикою степового краю, своєрідними поетичними образами.
В своїй третій збірці «Прозрінь» (2001 р.), яка присвячена 10-й річниці Незалежності України, автор звертається до історії та тих складних подій, що доводиться переживати сьогодні. Рідний край, степ, Вовча, Муравський шлях, рідне село, мамина стежка — основні теми віршів. Герої його творів — історичні постаті, воїни-односельці, трударі. Автор опоетизовує людські почуття, пропустивши через призму свого бачення історію України та краю.

## Твори
- Гасенко О.Пісня вітрів степових: Поезії. — Дніпропетровськ: Поліграфіст, 1997. — 30с.
- Гасенко О.Покровський краю — степова перлина: Вірші, поеми, — Дніпропетровськ: Поліграфіст, 1998. — 87с.
- Гасенко О. Прозрінь: Поезії, — Дніпропетровськ: Поліграфіст, 2001. — 74с.

Вірші Олексія Гасенка увійшли до колективної збірки «Натхненні рідною землею», книги Мицика Г. Г., Процана В. О. «Це моя земля! Неповторна і єдина», художнього альбому про В. П. Небоженка, друкуються в центральній та місцевій пресі.